# Ferran Escrivà i Cantos
Ferran Escrivá y Cantos (Sagunto, 10 de octubre de 1905 - Madrid, 24 de febrero de 1977), también conocido como Fernando Escrivá, fue un pintor y dibujante español. Políticamente implicado, fue uno de los firmantes de las Normas de Castellón de 1932.

## Estudios
Estudió Derecho y Filosofía y Letras en las universidades de Madrid y Barcelona, estudios que simultaneó con la asistencia a varias academias de arte.
Una vez terminados los estudios empezó a ejercer como juez municipal en la Audiencia de Valencia, cargo que pronto abandonaría para poder dedicarse plenamente a su vocación pictórica.
En 1932, junto a otras 47 personalidades del mundo cultural, participó con su firma de las Normas de Castellón, que recogían las 34 reglas ortográficas que configuraban «un sistema ortográfico unitario» para el valenciano, adaptado de la gramática fabriana.

## Guerra Civil
Durante la guerra civil española colaboró con la CNT-FAI en el diseño de numerosos carteles y viñetas de propaganda del sindicato. En 1937 expuso su obra Treva, La tregua, en el Pabellón de la República dentro de la Exposición Internacional de París.
Presidió el Sindicato de Profesiones Liberales de la sección valenciana de la CNT. Formó parte del Consejo de Redacción de la revista de acción cultural Libre Studio, vinculada a la CNT y dirigida por Higinio Noja Ruiz. La revista se publicó únicamente entre diciembre de 1936 y noviembre de 1938, en Valencia.
Finalizada la guerra, en 1939,  viajó por diferentes países latinoamericanos. A su regreso a Valencia se dedicó a la docencia, impartiendo clases de Historia de Arte Contemporáneo en la Escuela San Carlos de Valencia. También formó parte del Instituto Diego Velázquez del CSIC.

## Último período
Fue un apasionado defensor del arte abstracto, estilo bien reconocible en su obra. En 1953 participó en el Congreso Internacional de Arte Abstracto celebrado en el Palacio de la Magdalena de Santander. Entre sus pinturas más importantes destacan la decoración del Saló de Cent del Ateneo de Valencia, los murales del Instituto de Cultura Hispánica, y los del Salón España en el Hall of Fame del International College of Surgeon de Chicago.
Estuvo casado Empar Palacios y Escrivá, también pintora con quien tuvieron cuatro hijas: María Amparo, Victoria, conocida como Viví Escrivá, pintora e ilustradora de prestigio internacional, María Dolores y Maria Fernanda.
Publicó Constantes estructurales de la pintura en  1966.
Tras su fallecimiento el Círculo de Bellas Artes de Valencia le dedicó una exposición retrospectiva.